# Idioma hatti
El hatti o hático fue una lengua no indoeuropea hablada en Asia Menor entre el tercer y el segundo milenio a. C., antes de la aparición de los hititas. En tiempos de los hititas siguió siendo usada como lengua sacra en textos de tipo religioso.

## Historia
Los hititas, que hablaban una lengua indoeuropea (ver idioma hitita), finalmente absorbieron o reemplazaron a los hablantes de hatti, pero continuaron usando la lengua en asuntos religiosos.
Los nombres "hatti" e "hitita" son modernos, y ambos derivan de la misma palabra: el antiguo nombre de la región en la que ambas culturas florecieron, que ha sido reconstruido como Hatti en la lengua hitita. El término "hitita", tomado del hebreo de la biblia, le fue dado a principios del siglo XX (de forma correcta o no) a la cultura más reciente y su lengua indoeuropea; el nombre de "hatti" se comenzó a emplear décadas más tarde para la cultura más antigua y su lengua no indoeuropea. Aún se desconoce cómo se llamaban los hatti a sí mismos o a su lengua.

## Clasificación
La opinión menos especulativa sostiene que el hatti es una lengua aislada sin parentescos probados. La propia estructura revela que no está relacionada con las lenguas indoeuropeas o semíticas habladas históricamente en Anatolia y las regiones adyacentes. Aunque se han señalado ciertas características similares a las encontradas en las lenguas caucásicas noroccidentales (familia circasiana) y las lenguas caucásicas meridionales (familia kartveliana), no existen pruebas incotrovertibles de parentesco. De la misma manera que los intentos de relacionar el idioma hurrita con las lenguas caucásicas son inconcluyentes.

## Descripción lingüística
Pueden encontrarse raíces de origen hatti en los topónimos referidos a montañas, ríos, ciudades y dioses. Algunos otros antropónimos hatti pueden encontrarse en textos mitológicos. El más importante de esos textos es el mito de "el dios lunar que cayó desde el cielo", escrito tanto en hatti como en hitita.

### Textos
No existen documentos escritos íntegramente en hatti, en que sus hablantes escribieran su propia lengua. Todos los testimonios de esta lengua se encuentran como parte de inscripciones más amplias en idioma hitita, en medio de las cuales aparecen algunos textos en hatti. Por esa razón la lengua se conoce sólo fragmentariamente, y los textos en hatti son predominantemente de temática religiosa escritos por sacerdotes hititas, entre los siglos XIV a. C. y XIII a. C. Estos pasajes generalmente van acompañados de la explicación "el sacerdote habla ahora en hattili".
Entre los documentos procedentes de Hattusa los que contienen textos o fragmentos en hatti son los catalogados entre CTH 725 y CTH 745. DE estos CTH 728, 729, 731, 733 y 736 son textos bilingües en hatti y en hitita. CTH 737 conjuro en hatti usado para la festividad de Nerik. Un texto importante es la historia bilingüe de "El dios lunar que cayó del cielo". Además existen textos en Hatti procedentes de Sapinuwa, que en 2004 aún permanecían inéditos.

### Léxico
Entre las palabras conocidas en lengua hatti están las siguientes:
- alef = 'palabra'
- ašaf = 'dios'
- fa-zari = 'humanidad, población'
- fel = 'casa'
- *findu = 'vino' (palabra reconstruida, no atestiguada, encontrado en el compuesto findu-qqaram 'cucharón para el vino')
- fur = 'tierra'
- Furun-Katte = 'Rey de la tierra', dios hatti de la guerra
- Furu-Semu = Diosa solar
- Hanfasuit = Diosa del trono
- hilamar = 'templo'
- Kasku = Dios lunar
- katte = 'rey'
- -nifas = 'sentarse'
- pinu = 'niño'
- zari = 'mortal'
- -zi = 'poner'

El hático forma el plural colectivo añadiendo el prefijo fa-: ašaf 'dios'/ fa-šaf 'dioses'. Mientras que los plurales ordinarios se forman con el prefijo le-: pinu 'niño' / le-pinu 'niños'. El caso genitivo se formaba con el sufijo -(u)n: fur 'tierra' /furun 'de la tierra'). Algunos lingüistas como  Polomé y Winter sostienen que el caso acusativo era el marcado mediante el prefijo es- (el ejemplo dado por ellos es ess-alep 'palabra'), aunque otros autores proponen que es- es un clítico pronominal posesivo para la tercera persona ('sus').

## Escritura
Los hititas usaron una escritura cuneiforme sumero-acadia para su propia lengua, y aplicaron el mismo sistema a los fragmentos escritos en hatti. En esta versión hitita de escritura cuneiforme todas las sibilantes se escriben mediante el fonograma acadio usado para Š